# バトルプラン
バトルプラン（Battle Plan、2005年3月17日 - ）は、アメリカ合衆国の競走馬・種牡馬。引退後の2010年に日本に輸入され、翌2011年より種牡馬として供用されていた。

## 競走馬時代
デビュー前より関節部に故障を抱え、デビュー戦は3歳シーズンの11月までずれ込んだ。そのアケダクト競馬場でのデビュー戦は8着に終わったものの、2ヶ月後のガルフストリームパーク競馬場での未勝利戦を7馬身3/4差で優勝し、初勝利を飾った。しかしその後関節部の故障により1年間の休養を強いられた。
5歳シーズンの1月にガルフストリームパーク競馬場でのアローワンス戦で復帰すると3連勝。3月にはフェアグラウンズ競馬場で行われたニューオリンズハンデキャップを先行逃げ切りで勝ち、重賞初制覇となった。続いて6月にはチャーチルダウンズ競馬場のGIスティーブンフォスターハンデキャップに出走するも、Blameから3/4馬身差の2着に終わり、レース後には右前肢の繋靭帯に故障が発覚。引退・種牡馬入りが決まった。

## 種牡馬時代
引退後の2010年8月に日本に輸入されアロースタッドにて種牡馬入りした。エンパイアメーカーの後継種牡馬として当初注目を集めたものの、同年11月にエンパイアメーカー自身の日本導入が決まったため、初年度の種付け数は64頭に終わり、以後の種付け数も60頭前後に留まっている。しかし、2016年にはブレスジャーニーがサウジアラビアロイヤルカップを勝利し、産駒のJRA重賞初勝利を果たすなど、そう多くない産駒の中からも重賞戦線で活躍する馬を輩出した。
2021年10月26日、引退馬協会からナイスネイチャ・33歳のバースデードネーションによる受け入れ馬として決定したことが発表され、種牡馬を引退。北海道日高町のひだか・ホース・フレンズに仮移動後、鹿児島県のホーストラストに移動することになっていたが、日高町のMTHケイムズに繋養されることが決まり、2022年6月30日に移動した。

### 主な産駒

#### グレード制重賞優勝馬
- 2014年産
  - ブレスジャーニー（2016年サウジアラビアロイヤルカップ、東京スポーツ杯2歳ステークス）[6]
- 2015年産
  - ライオンボス（2019年アイビスサマーダッシュ）[7]

#### 地方重賞優勝馬
- 2012年産
  - ペイシャクイーン（2015年黒潮菊花賞）[8]
- 2013年産
  - ラッキーバトル（2015年ブロッサムカップ）[9]
- 2014年産
  - ソーディスイズラヴ（2017年はまなす賞）[10]
  - ダズンフラワー（2016年ジュニアグランプリ）[11]
- 2015年産
  - フセノラン（2018年クイーンカップ）[12]
  - ネオプリンセス（2017年金の鞍賞）[13]
  - モジアナフレイバー（2018年勝島王冠、2019年大井記念、勝島王冠、2021年川崎マイラーズ）[14]
- 2016年産
  - エムエスクイーン（2018年ゴールドウィング賞、ライデンリーダー記念、2019年駿蹄賞、東海ダービー、秋の鞍）[15]
- 2017年産
  - エムエスオープン（2020年新春ペガサスカップ、中京ペガスターカップ）[16]
- 2020年産
  - ユメノホノオ（2022年金の鞍賞、2023年土佐春花賞、黒潮皐月賞、高知優駿、黒潮菊花賞、土佐秋月賞、高知県知事賞、2024年二十四万石賞、高知県知事賞）[17]
- 2021年産
  - コモリリーガル（2023年園田プリンセスカップ、プリンセスカップ、2024年ひまわり賞）[18]

### 母父としての主な産駒
- 2018年産
  - リフレーミング（2024年小倉記念）父キングヘイロー

## 血統表
| バトルプランの血統                              | バトルプランの血統                                                                                | バトルプランの血統                                                                                | （血統表の出典）                                                                                  | （血統表の出典） |
| 父系                                            | ミスタープロスペクター系                                                                          | ミスタープロスペクター系                                                                          | ミスタープロスペクター系                                                                          | [ § 2 ]          |
| 父 *エンパイアメーカー Empire Maker 2000 黒鹿毛 | 父の父Unbridled                                                                                   | Fappiano                                                                                          | Mr. Prospector                                                                                    | Mr. Prospector   |
| 父 *エンパイアメーカー Empire Maker 2000 黒鹿毛 | 父の父Unbridled                                                                                   | Fappiano                                                                                          | Killaloe                                                                                          |                  |
| 父 *エンパイアメーカー Empire Maker 2000 黒鹿毛 | 父の父Unbridled                                                                                   | Gana Facil                                                                                        | Le Fabuleux                                                                                       | Le Fabuleux      |
| 父 *エンパイアメーカー Empire Maker 2000 黒鹿毛 | 父の父Unbridled                                                                                   | Gana Facil                                                                                        | Charedi                                                                                           |                  |
| 父 *エンパイアメーカー Empire Maker 2000 黒鹿毛 | 父の母Toussaud                                                                                    | El Gran Senor                                                                                     | Northern Dancer                                                                                   | Northern Dancer  |
| 父 *エンパイアメーカー Empire Maker 2000 黒鹿毛 | 父の母Toussaud                                                                                    | El Gran Senor                                                                                     | Sex Appeal                                                                                        |                  |
| 父 *エンパイアメーカー Empire Maker 2000 黒鹿毛 | 父の母Toussaud                                                                                    | Image of Reality                                                                                  | In Reality                                                                                        | In Reality       |
| 父 *エンパイアメーカー Empire Maker 2000 黒鹿毛 | 父の母Toussaud                                                                                    | Image of Reality                                                                                  | Edee's Image                                                                                      |                  |
| 母 Flanders 1992 栗毛                           | 母の父Seeking the Gold                                                                            | Mr. Prospector                                                                                    | Raise a Native                                                                                    | Raise a Native   |
| 母 Flanders 1992 栗毛                           | 母の父Seeking the Gold                                                                            | Mr. Prospector                                                                                    | Gold Digger                                                                                       |                  |
| 母 Flanders 1992 栗毛                           | 母の父Seeking the Gold                                                                            | Con Game                                                                                          | Buckpasser                                                                                        | Buckpasser       |
| 母 Flanders 1992 栗毛                           | 母の父Seeking the Gold                                                                            | Con Game                                                                                          | Broadway                                                                                          |                  |
| 母 Flanders 1992 栗毛                           | 母の母Starlet Storm                                                                               | Storm Bird                                                                                        | Northern Dancer                                                                                   | Northern Dancer  |
| 母 Flanders 1992 栗毛                           | 母の母Starlet Storm                                                                               | Storm Bird                                                                                        | South Ocean                                                                                       |                  |
| 母 Flanders 1992 栗毛                           | 母の母Starlet Storm                                                                               | Cinegita                                                                                          | Secretariat                                                                                       | Secretariat      |
| 母 Flanders 1992 栗毛                           | 母の母Starlet Storm                                                                               | Cinegita                                                                                          | Wanika                                                                                            |                  |
| 母系(F-No.)                                     | (FN:25号族)                                                                                       | (FN:25号族)                                                                                       | (FN:25号族)                                                                                       | [ § 3 ]          |
| 5代内の近親交配                                 | Mr. Prospector 3×4=18.75%、Northern Dancer 4×4=12.50%、In Reality 4×5=9.38%、Buckpasser 4×5=9.38% | Mr. Prospector 3×4=18.75%、Northern Dancer 4×4=12.50%、In Reality 4×5=9.38%、Buckpasser 4×5=9.38% | Mr. Prospector 3×4=18.75%、Northern Dancer 4×4=12.50%、In Reality 4×5=9.38%、Buckpasser 4×5=9.38% | [ § 4 ]          |
| 出典                                            | 1. 2. 3. 4.                                                                                       | 1. 2. 3. 4.                                                                                       | 1. 2. 3. 4.                                                                                       | 1. 2. 3. 4.      |

- 母Flandersはブリーダーズカップ・ジュヴェナイルフィリーズなどGI3勝[21]
- 半姉SurfsideはサンタアニタオークスなどGI4勝[22]